# Synchlora dependens
Synchlora dependens är en fjärilsart som beskrevs av W. Warren 1904. Synchlora dependens ingår i släktet Synchlora och familjen mätare. Inga underarter finns listade i Catalogue of Life.